# Nacionalni interes
Nacionalni interes (tal. ragione di Stato) je cilj koji država ima na ekonomskom, vojnom ili kulturnom području. To je jedan od najvažnijih pojmova u teoriji međunarodnih odnosa i na njemu se temelji realistička teorija međunarodnih odnosa.
Termin je poznat i pod svojim francuskim nazivom raison d'État, te označava uzdizanje potreba države iznad osobne moralnosti. Niccolò Machiavelli prvi otkriva pravu prirodu ovog načela, te ga utjelovljuje svojom najpoznatijom uzrečicom "cilj opravdava sredstvo".

## Povijest
Prvi mislitelj koji je nacionalni interes postavio kao temeljno načelo za vođenje državne politike bio je Niccolò Machiavelli. Politiku utemeljenu na nacionalnom interesu prvi je u praksi provodio francuski državnik kardinal Richelieu koji je, iako katolik, podržao protestantsku stranu u Tridesetogodišnjem ratu kako bi ojačao položaj Francuske. Ovaj stil vođenja politike nakon toga postaje u sljedećim stoljećima dominantan u Europi. Često ga se označava francuskim terminom "raison d'État".
Tek poslije krvavog iskustva Prvog svjetskog rata pojam nacionalnog interesa dolazi pod snažnu kritiku. Javljaju se prijedlozi da se međunarodni odnosi postave na drugačijim temeljima, primjerice na ravnoteži snaga ili na kolektivnoj sigurnosti. S tom svrhom osnovane su i međunarodne organizacije Liga naroda i Ujedinjeni narodi.
Poslije Drugog svjetskog rata dolazi do preporoda realističke teorija u obliku neorealizma koji zagovara primat nacionalnog interesa u međunarodnim odnosima. Neorealisti su imali znatan utjecaj na oblikovanje vanjske politike Zapadnog bloka tijekom hladnoga rata. S padom Berlinskog zida njihov utjecaj opada a jačaju "idealističke" teorije koje vođenje vanjske politike na temelju morala a ne na temelju nacionalnog interesa.